# Neuchâtel Xamax Football Club 2005-2006
Questa voce raccoglie le informazioni riguardanti il Neuchâtel Xamax Football Club Serrières nelle competizioni ufficiali della stagione 2005-2006.

## Stagione
Nella stagione 2005-2006 il Neuchatel Xamax, allenato da Alain Geiger e Miroslav Blažević, concluse il campionato di Super League al 9º posto, perse il doppio spareggio promozione-retrocessione con il Sion e fu retrocesso in Challenge League. In Coppa Svizzera il Neuchatel Xamax fu eliminato al secondo turno dall'Lugano. In Coppa Intertoto il Neuchatel Xamax fu eliminato al secondo turno dal Saint-Étienne.

## Rosa
| N. |                               | Ruolo | Calciatore            |
| -- | ----------------------------- | ----- | --------------------- |
| 1  | Francia (bandiera)            | P     | Jean-François Bédénik |
| 2  | RD del Congo (bandiera)       | D     | Badile Lubamba        |
| 3  | Albania (bandiera)            | D     | Ansi Agolli           |
| 4  | Francia (bandiera)            | D     | Stéphane Besle        |
| 5  | Croazia (bandiera)            | D     | Vik Lalić             |
| 6  | Senegal (bandiera)            | D     | Kader Mangane         |
| 7  | Svizzera (bandiera)           | C     | Massimo Lombardo      |
| 8  | Svizzera (bandiera)           | D     | Pascal Oppliger       |
| 10 | Macedonia del Nord (bandiera) | C     | Nebi Mustafi          |
| 11 | Svizzera (bandiera)           | A     | Alexandre Rey         |
| 12 | Camerun (bandiera)            | A     | Herve Aka'a           |

| N. |                                 | Ruolo | Calciatore            |
| -- | ------------------------------- | ----- | --------------------- |
| 13 | Svizzera (bandiera)             | D     | Bastien Geiger        |
| 15 | Francia (bandiera)              | C     | Christophe Maraninchi |
| 16 | Albania (bandiera)              | A     | Daniel Xhafaj         |
| 17 | Spagna (bandiera)               | C     | Juan Muñoz            |
| 18 | Croazia (bandiera)              | P     | Tvrtko Kale           |
| 19 | Francia (bandiera)              | D     | Julien Cordonnier     |
| 20 | Svizzera (bandiera)             | D     | Patrick Baumann       |
| 22 | Bosnia ed Erzegovina (bandiera) | A     | Asim Šehić            |
| 24 | Svizzera (bandiera)             | C     | Raphaël Nuzzolo       |
| 26 | Svizzera (bandiera)             | D     | Igor Hürlimann        |
| 27 | Senegal (bandiera)              | A     | Matar Coly            |

## Organigramma societario
Area tecnica
- Allenatore: Miroslav Blažević
- Allenatore in seconda:
- Preparatore dei portieri:
- Preparatori atletici:

## Calciomercato

### Sessione estiva
| Acquisti | Acquisti         | Acquisti    | Acquisti |
| R.       | Nome             | da          | Modalità |
| -------- | ---------------- | ----------- | -------- |
| A        | Daniel Xhafaj    | Teuta       |          |
| D        | Ansi Agolli      | Tirana      |          |
| D        | Stéphane Besle   | Lens        |          |
| C        | Massimo Lombardo | Meyrin      |          |
| C        | Nebi Mustafi     | Levadeiakos |          |

| Cessioni | Cessioni          | Cessioni           | Cessioni |
| R.       | Nome              | a                  | Modalità |
| -------- | ----------------- | ------------------ | -------- |
| D        | Siqueira Barras   | Locarno            |          |
| A        | Herve Aka'a       | Neuchâtel Xamax II |          |
| D        | Cheikh Daffe      | ASEC Ndiambour     |          |
| C        | Gérald Forschelet | Charleroi          |          |
| C        | Julien Ielsch     | Stade Reims        |          |
| A        | Mobulu M'Futi     | Istres             |          |
| A        | Titi              | Clermont Foot      |          |
| D        | Steve von Bergen  | Zurigo             |          |
| P        | Laurent Walthert  | La Chaux-de-Fonds  |          |
| C        | Sébastien Zambaz  | Friburgo           |          |

### Sessione invernale
| Acquisti | Acquisti       | Acquisti       | Acquisti |
| R.       | Nome           | da             | Modalità |
| -------- | -------------- | -------------- | -------- |
| D        | Igor Hürlimann | Grasshoppers   |          |
| P        | Tvrtko Kale    | Hajduk Spalato |          |
| D        | Vik Lalić      | Solin          |          |
| A        | Asim Šehić     | Istria         |          |

| Cessioni | Cessioni             | Cessioni  | Cessioni |
| R.       | Nome                 | a         | Modalità |
| -------- | -------------------- | --------- | -------- |
| D        | Eddy Barea           | Servette  |          |
| A        | Joel Griffiths       | Leeds Utd |          |
| A        | Charles-André Doudin | Meyrin    |          |

## Risultati

### Super League

#### Prima fase, girone di andata
| Arbitro: | Rutz |

|            |           |                                   |
| Agolli 54’ | Marcatori | 35’ (rig.) Sermeter 65’, 73’ Neri |

| Arbitro: | Petignat |

|            |           |            |
| Weller 28’ | Marcatori | 90’ Agolli |

| Arbitro: | Zimmermann |

|                                                                 |           |  |
| Griffiths 14’ Coly 42’ (rig.) Mangane 63’ Maraninchi 82’ (rig.) | Marcatori |  |

| Arbitro: | Kever |

|                         |           |  |
| Giallanza 53’ Bieli 90’ | Marcatori |  |

| Arbitro: | Salm |

|                                         |           |                    |
| Cesar 10’ (rig.) Keita 78’ Di Jorio 90’ | Marcatori | 22’ Xhafaj 85’ Rey |

| Arbitro: | Bertolini |

|  |           |                                   |
|  | Marcatori | 12’ Gelson 56’ (rig.) Lustrinelli |

| Arbitro: | Nobs |

|                              |           |  |
| Delgado 45’, 64’ Eduardo 51’ | Marcatori |  |

| Arbitro: | Rogalla |

|  |           |               |
|  | Marcatori | 29’ Zellweger |

| Arbitro: | Wildhaber |

|                                          |           |  |
| Rogério 42’ Santos 45’ (rig.) Chihab 53’ | Marcatori |  |

#### Prima fase, girone di ritorno
| Arbitro: | Hofmann |

|                                    |           |                     |
| Paulo 27’, 38’ Sermeter 56’ (rig.) | Marcatori | 45’ Rey 80’ Mangane |

| Arbitro: | Bertolini |

|             |           |  |
| Mangane 74’ | Marcatori |  |

| Arbitro: | Salm |

|                                             |           |            |
| Biscotte 9’ Aguirre 10’, 80’ El-Haimour 83’ | Marcatori | 27’ Xhafaj |

| Arbitro: | Kever |

|                    |           |  |
| Rey 60’ Xhafaj 74’ | Marcatori |  |

| Arbitro: | Nobs |

|                               |           |                                                        |
| Rey 8’, 16’ Stahel 24’ (aut.) | Marcatori | 40’ (aut.) Agolli 67’, 85’ Raffael 84’ Cesar 87’ Keita |

| Arbitro: | Laperrière |

|                      |           |                              |
| Lustrinelli 26’, 54’ | Marcatori | 62’ Besle 63’ Agolli 71’ Rey |

| Arbitro: | Salm |

|                                     |           |                          |
| Lubamba 33’ (rig.) Rey 42’ Coly 78’ | Marcatori | 24’ Smiljanić 90’ Petrić |

| Arbitro: | Rutz |

|                                                                                    |           |          |
| Hassli 10’, 74’ Koubský 18’, 88’ Lubamba 28’ (aut.) Bédénik 76’ (aut.) Merenda 87’ | Marcatori | 16’ Coly |

| Losanna 11 dicembre 2005, ore 16:00 CET 18ª giornata | Neuchâtel Xamax | 0 – 0 referto | Grasshoppers | Stade Olympique de la Pontaise (1 500 spett.)\| Arbitro: \| Leuba \| |
| Arbitro:                                             | Leuba           |               |              |                                                                      |

#### Seconda fase, girone di andata
| Losanna 12 febbraio 2006, ore 14:30 CET 19ª giornata | Neuchâtel Xamax | 0 – 0 referto | Thun | Stade Olympique de la Pontaise (2 000 spett.)\| Arbitro: \| Kever \| |
| Arbitro:                                             | Kever           |               |      |                                                                      |

| Arbitro: | Salm |

|                    |           |                    |
| Muff 6’ Seoane 79’ | Marcatori | 3’ Nuzzolo 24’ Rey |

| Arbitro: | Bertolini |

|                         |           |                                 |
| Coly 32’ Cordonnier 45’ | Marcatori | 7’ Tachie-Mensah 48’ Ljubojević |

| Arbitro: | Zimmermann |

|                               |           |           |
| Giallanza 44’, 83’ Baning 68’ | Marcatori | 76’ Šehić |

| Sciaffusa 12 marzo 2006, ore 16:00 CET 23ª giornata | Sciaffusa | 0 – 0 referto | Neuchâtel Xamax | Stadion Breite (2 000 spett.)\| Arbitro: \| Busacca \| |
| Arbitro:                                            | Busacca   |               |                 |                                                        |

| Arbitro: | Laperrière |

|             |           |  |
| Gohouri 87’ | Marcatori |  |

| Arbitro: | Kever |

|                                                 |           |          |
| Cesar 24’ (rig.), 57’ Margairaz 42’ Raffael 70’ | Marcatori | 15’ Coly |

| Arbitro: | Rogalla |

|          |           |                                                                 |
| Coly 76’ | Marcatori | 9’ Petrić 10’ Chipperfield 19’ Delgado 59’ Sterjovski 75’ Degen |

| Arbitro: | Rutz |

|                        |           |          |
| Biscotte 33’ Gomes 37’ | Marcatori | 48’ Coly |

#### Seconda fase, girone di ritorno
| Arbitro: | Nobs |

|                       |           |  |
| Šehić 33’ Nuzzolo 58’ | Marcatori |  |

| Arbitro: | Petignat |

|                                  |           |           |
| Chipperfield 27’ Majstorović 48’ | Marcatori | 37’ Šehić |

| Arbitro: | Laperrière |

|  |           |              |
|  | Marcatori | 85’ Alphonse |

| Arbitro: | Salm |

|                 |           |                                   |
| Coly 38’ (rig.) | Marcatori | 4’ Paulo 30’ Raimondi 90’ Häberli |

| Arbitro: | Rutz |

|                          |           |  |
| Nuzzolo 34’ Lombardo 90’ | Marcatori |  |

| Arbitro: | Busacca |

|                    |           |  |
| Šehić 39’ Coly 90’ | Marcatori |  |

| Arbitro: | Wildhaber |

|           |           |  |
| Callà 87’ | Marcatori |  |

| Arbitro: | Kever |

|          |           |  |
| Coly 24’ | Marcatori |  |

| Arbitro: | Rutz |

|                             |           |  |
| Savić 23’ Çengel 83’ Ba 87’ | Marcatori |  |

### Spareggio promozione-retrocessione
| 18 maggio 2006, ore 19:30 CEST andata | Sion | 0 – 0 | Neuchâtel Xamax |  |

| 21 maggio 2006, ore 16:00 CEST ritorno | Neuchâtel Xamax | 0 – 3 | Sion |  |

### Coppa Svizzera
| 18 settembre 2005, ore 15:00 CEST Primo turno | Bex | 0 – 4 | Neuchâtel Xamax |  |

| 22 ottobre 2005, ore 17:30 CEST Secondo turno | Lugano | 2 – 1 | Neuchâtel Xamax |  |

### Coppa Intertoto
| Arbitro: | Havrilla |

|           |           |              |
| Sablé 71’ | Marcatori | 57’ Lombardo |

| Arbitro: | Salomir |

|                |           |                          |
| Maraninchi 80’ | Marcatori | 60’ Mazure 70’ Feindouno |

## Statistiche

### Statistiche di squadra
| Competizione                       | Punti | In casa | In casa | In casa | In casa | In casa | In casa | In trasferta | In trasferta | In trasferta | In trasferta | In trasferta | In trasferta | Totale | Totale | Totale | Totale | Totale | Totale | DR  |
| Competizione                       | Punti | G       | V       | N       | P       | Gf      | Gs      | G            | V            | N            | P            | Gf           | Gs           | G      | V      | N      | P      | Gf     | Gs     | DR  |
| ---------------------------------- | ----- | ------- | ------- | ------- | ------- | ------- | ------- | ------------ | ------------ | ------------ | ------------ | ------------ | ------------ | ------ | ------ | ------ | ------ | ------ | ------ | --- |
| Super League                       | 33    | 18      | 8       | 3       | 7       | 25      | 24      | 18           | 1            | 3            | 14           | 16           | 46           | 36     | 9      | 6      | 21     | 41     | 70     | -29 |
| Spareggio promozione-retrocessione | -     | 1       | 0       | 0       | 1       | 0       | 3       | 1            | 0            | 1            | 0            | 0            | 0            | 2      | 0      | 1      | 1      | 0      | 3      | -3  |
| Coppa Svizzera                     | -     | 0       | 0       | 0       | 0       | 0       | 0       | 2            | 1            | 0            | 1            | 5            | 2            | 2      | 1      | 0      | 1      | 5      | 2      | +3  |
| Coppa Intertoto                    | -     | 1       | 0       | 0       | 1       | 1       | 2       | 1            | 0            | 1            | 0            | 1            | 1            | 2      | 0      | 1      | 1      | 2      | 3      | -1  |
| Totale                             | 33    | 20      | 8       | 3       | 9       | 26      | 29      | 22           | 2            | 5            | 15           | 22           | 49           | 42     | 10     | 8      | 24     | 48     | 78     | -30 |

### Andamento in campionato
| Giornata  | 1 | 2 | 3 | 4 | 5 | 6 | 7 | 8 | 9 | 10 | 11 | 12 | 13 | 14 | 15 | 16 | 17 | 18 | 19 | 20 | 21 | 22 | 23 | 24 | 25 | 26 | 27 | 28 | 29 | 30 | 31 | 32 | 33 | 34 | 35 | 36 |
| --------- | - | - | - | - | - | - | - | - | - | -- | -- | -- | -- | -- | -- | -- | -- | -- | -- | -- | -- | -- | -- | -- | -- | -- | -- | -- | -- | -- | -- | -- | -- | -- | -- | -- |
| Luogo     | C | T | C | T | T | C | T | C | T | T  | C  | T  | C  | C  | T  | C  | T  | C  | C  | T  | C  | T  | T  | T  | T  | C  | T  | C  | T  | C  | C  | C  | C  | T  | C  | T  |
| Risultato | P | N | V | P | P | P | P | P | P | P  | V  | P  | V  | P  | V  | V  | P  | N  | N  | N  | N  | P  | N  | P  | P  | P  | P  | V  | P  | P  | P  | V  | V  | P  | V  | P  |
| Posizione | 8 | 8 | 6 | 7 | 9 | 9 | 9 | 9 | 9 | 10 | 10 | 10 | 9  | 9  | 9  | 8  | 9  | 8  | 9  | 9  | 9  | 10 | 10 | 10 | 10 | 10 | 10 | 10 | 10 | 10 | 10 | 10 | 9  | 10 | 9  | 9  |

Legenda:

Luogo: C = Casa; T = Trasferta. Risultato: V = Vittoria; N = Pareggio; P = Sconfitta.

### Statistiche dei giocatori
| Giocatore     | Super League | Super League | Super League | Super League | Coppa Intertoto | Coppa Intertoto | Coppa Intertoto | Coppa Intertoto | Totale   | Totale | Totale      | Totale     |
| Giocatore     | Presenze     | Reti         | Ammonizioni  | Espulsioni   | Presenze        | Reti            | Ammonizioni     | Espulsioni      | Presenze | Reti   | Ammonizioni | Espulsioni |
| ------------- | ------------ | ------------ | ------------ | ------------ | --------------- | --------------- | --------------- | --------------- | -------- | ------ | ----------- | ---------- |
| A. Agolli     | 29           | 3            | 7            | 1            | 1               | 0               | 0               | 0               | 30       | 3      | 7           | 1          |
| H. Aka'a      | 16           | 0            | 1            | 0            | 2               | 0               | 0               | 0               | 18       | 0      | 1           | 0          |
| E. Barea      | 19           | 0            | 5            | 0            | 3               | 0               | 0               | 0               | 22       | 0      | 5           | 0          |
| S. Barras     | 0            | 0            | 0            | 0            | 1               | 0               | 0               | 0               | 1        | 0      | 0           | 0          |
| P. Baumann    | 26           | 0            | 7            | 0            | 4               | 1               | 0               | 0               | 30       | 1      | 7           | 0          |
| S. Besle      | 25           | 1            | 6            | 2            | 0               | 0               | 0               | 0               | 25       | 1      | 6           | 2          |
| J. Bédénik    | 26           | 0            | 2            | 1            | 2               | 0               | 0               | 0               | 28       | 0      | 2           | 1          |
| M. Coly       | 32           | 10           | 4            | 0            | 0               | 0               | 0               | 0               | 32       | 10     | 4           | 0          |
| J. Cordonnier | 30           | 1            | 11           | 0            | 4               | 1               | 2               | 0               | 34       | 2      | 13          | 0          |
| F. Delay      | 0            | 0            | 0            | 0            | 2               | 0               | 0               | 0               | 2        | 0      | 0           | 0          |
| C. Doudin     | 3            | 0            | 1            | 0            | 4               | 1               | 0               | 0               | 7        | 1      | 1           | 0          |
| B. Geiger     | 18           | 0            | 2            | 0            | 3               | 0               | 0               | 0               | 21       | 0      | 2           | 0          |
| J. Griffiths  | 13           | 1            | 1            | 2            | 4               | 3               | 0               | 0               | 17       | 4      | 1           | 2          |
| I. Hürlimann  | 3            | 0            | 1            | 1            | 0               | 0               | 0               | 0               | 3        | 0      | 1           | 1          |
| T. Kale       | 11           | 0            | 0            | 0            | 0               | 0               | 0               | 0               | 11       | 0      | 0           | 0          |
| V. Lalić      | 11           | 0            | 3            | 1            | 0               | 0               | 0               | 0               | 11       | 0      | 3           | 1          |
| M. Lombardo   | 35           | 1            | 1            | 1            | 2               | 1               | 0               | 0               | 37       | 2      | 1           | 1          |
| B. Lubamba    | 12           | 1            | 2            | 1            | 0               | 0               | 0               | 0               | 12       | 1      | 2           | 1          |
| K. Mangane    | 25           | 3            | 6            | 0            | 3               | 0               | 2               | 0               | 28       | 3      | 8           | 0          |
| C. Maraninchi | 22           | 1            | 7            | 0            | 4               | 2               | 0               | 0               | 26       | 3      | 7           | 0          |
| N. Mustafi    | 11           | 0            | 3            | 0            | 1               | 0               | 1               | 0               | 12       | 0      | 4           | 0          |
| J. Muñoz      | 5            | 0            | 0            | 0            | 2               | 1               | 0               | 0               | 7        | 1      | 0           | 0          |
| R. Nuzzolo    | 30           | 3            | 1            | 1            | 3               | 0               | 0               | 0               | 33       | 3      | 1           | 1          |
| P. Oppliger   | 16           | 0            | 1            | 1            | 4               | 1               | 0               | 0               | 20       | 1      | 1           | 1          |
| A. Rey        | 21           | 8            | 2            | 0            | 3               | 0               | 1               | 0               | 24       | 8      | 3           | 0          |
| M. Soufiani   | 6            | 0            | 0            | 0            | 4               | 0               | 0               | 0               | 10       | 0      | 0           | 0          |
| D. Xhafaj     | 21           | 3            | 2            | 0            | 0               | 0               | 0               | 0               | 21       | 3      | 2           | 0          |
| A. Šehić      | 16           | 4            | 1            | 0            | 0               | 0               | 0               | 0               | 16       | 4      | 1           | 0          |